# Erik Breukink

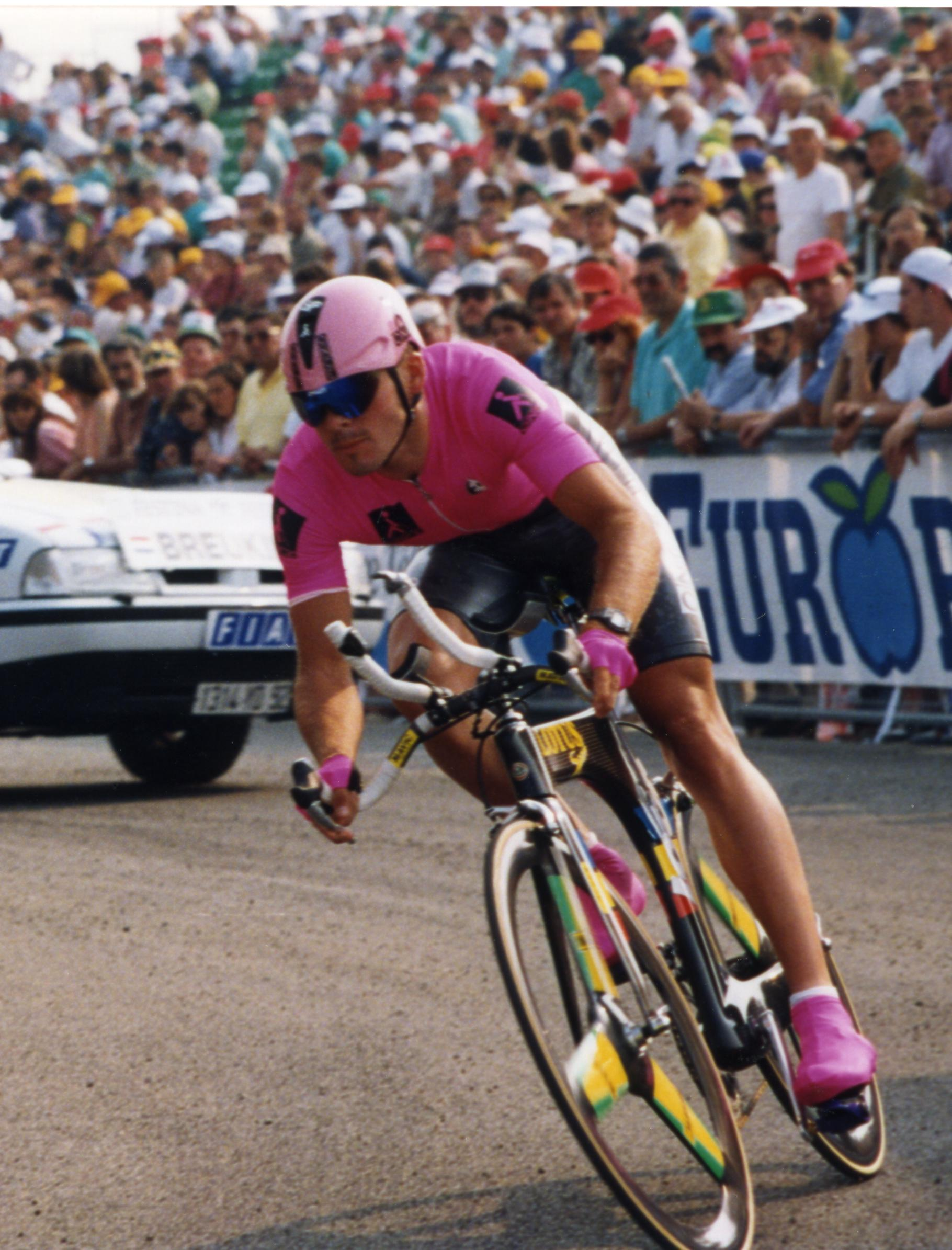
Erik Breukink

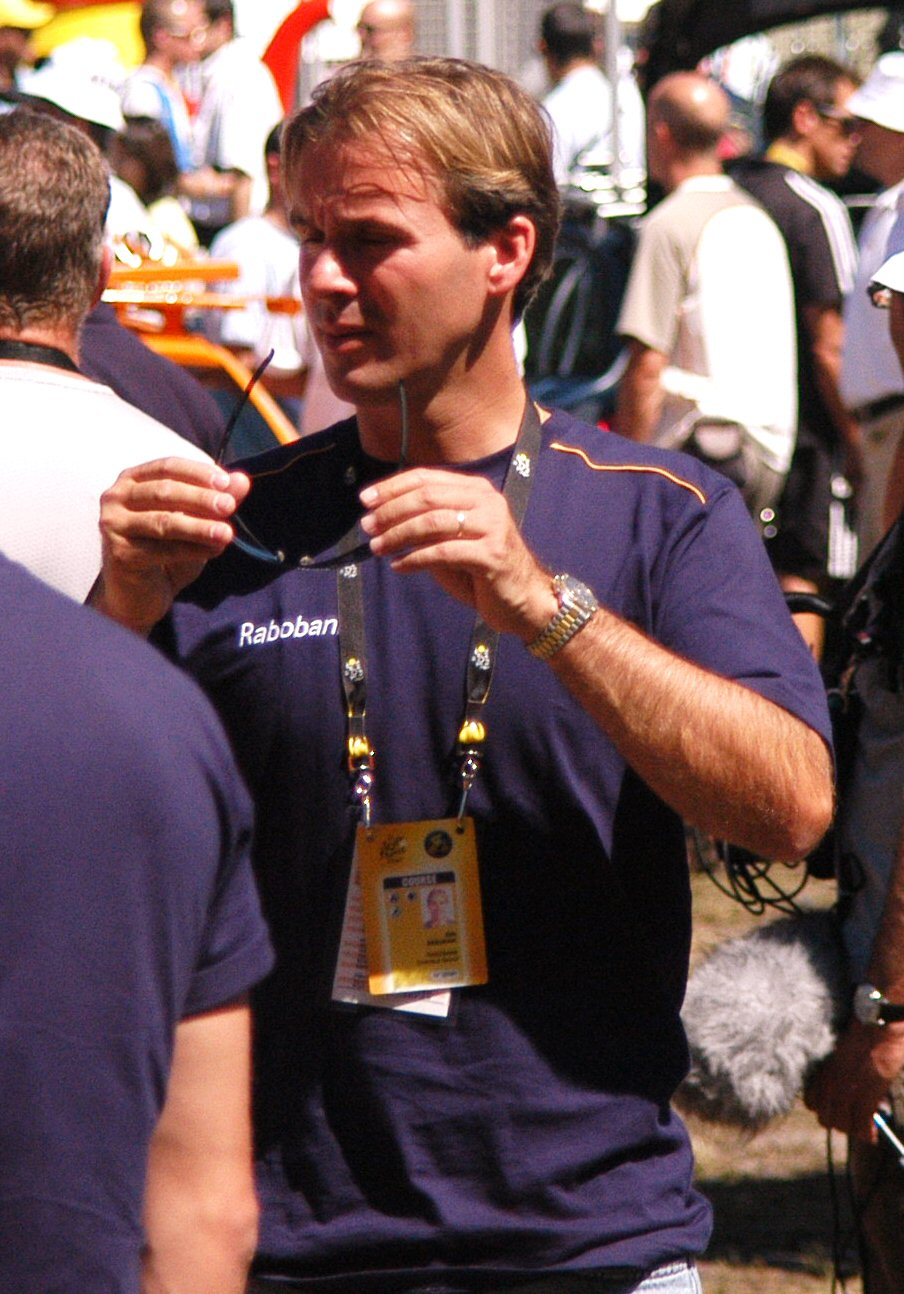
Erik Breukink bei der Tour de France 2007

Erik Christiaan Breukink (* 1. April 1964 in Rheden, Niederlande) ist ein ehemaliger niederländischer Profi-Radsportler und ehemaliger Teammanager.

## Karriere
1982 wurde Erik Breukink niederländischer Juniorenmeister in der Einerverfolgung auf der Bahn. 1984 gewann er eine Halbetappe der Olympia’s Tour, im Jahr darauf Prolog und wiederum eine Etappe. 1985 startete er für die Nationalmannschaft bei der Internationalen Friedensfahrt, schied jedoch aus dem Rennen aus. Ein Jahr später startete er bei der Tour de Suisse und entschied eine Etappe sowie die Bergwertung für sich. 1987 gewann er jeweils eine Etappe der Tour de France sowie eine beim Giro d’Italia, wo er zudem zwei Tage lang das Maglia Rosa des Führenden trug. Im Jahr darauf gewann er die Nachwuchswertung der Tour de France.
Elf Mal nahm Breuking an der Tour de France teil; seine beste Gesamtplatzierung errang er 1990 als Dritter der Gesamtwertung. Zudem holte er Etappensiege in allen drei Großen Rundfahrten (Tour de France, Vuelta a España, Giro d’Italia), bei letzterer 1987 in San Romolo eine kurze schwere Etappe und ein Jahr später in Bormio eine legendäre Etappe bei Schnee und Kälte über den Gavia-Pass, in der er den späteren Gesamtsieger Andrew Hampsten schlug. In der Gesamtwertung belegte er in jenem Jahr Platz drei, im Jahr darauf Platz zwei und 1989 Platz vier. Insgesamt errang er im Laufe seiner Karriere 64 Siege.
Nachdem Breukink einige Jahre als Co-Kommentator beim niederländischen TV-Sender NOS und Kolumnist für das Algemeen Dagblad tätig gewesen war, war er ab 2004 Sportlicher Leiter des niederländischen Radsport-Teams Rabobank. Von 2014 arbeitet er in gleicher Funktion für das Team Roompot Oranje Peloton bis 2019.
Nach ihm war das Etappenrennen Grand Prix Erik Breukink benannt, das in den Jahren 2002 und 2003 stattfand.

## Familie
Erik Breukink entstammt einer Familie, die dem Radsport und dem Fahrrad vielfältig verbunden ist: Sein Großvater war Jan Breukink, ein Neffe des Firmengründers von Gazelle Wilhelm Kölling, bis 1958 auch Direktor des Unternehmens, gemeinsam mit weiteren Familienangehörigen. Auf ihn folgte in der Leitung des Unternehmens sein Sohn Wim Breukink, der sich darüber hinaus im Radsport engagierte, etwa als Sportlicher Leiter der Holland-Rundfahrt. Bei einer der Austragungen, bei der sein Sohn Erik startete, begann es zu regnen, und die Fahrer, darunter auch Breukink, stellten sich unter einer Brücke unter. Der ansonsten als äußerst ruhig bekannte Willem Breukink sah dies, als er in einem Begleitfahrzeug vorbeifuhr und rief seinem Sohn erbost zu: „Een echte Breukink rijdt ook door de regen.“ („Ein echter Breukink fährt auch durch den Regen.“)

## Erfolge
1986
- eine Etappe und Bergwertung Tour de Suisse

1987
- eine Etappe Tour de France
- eine Etappe Giro d’Italia

1988
- eine Etappe Giro d’Italia
- Gesamtwertung und eine Etappe Critérium International
- Gesamtwertung und zwei Etappen Baskenland-Rundfahrt
- Nachwuchswertung Tour de France

1989
- eine Etappe Tour de France
- zwei Etappen Tour de Romandie
- eine Etappe Katalonien-Rundfahrt
- Escalada a Montjuïc

1990
- zwei Etappen Tour de France
- eine Etappe Tour de Suisse
- Gesamtwertung und eine Etappe Irland-Rundfahrt
- Weltcupfinale Einzelzeitfahren
- eine Etappe Katalonien-Rundfahrt
- eine Etappe Asturien-Rundfahrt
- eine Etappe Tirreno–Adriatico

1991
- Gesamtwertung und zwei Etappen Tour DuPont
- eine Etappe Asturien-Rundfahrt
- eine Etappe Tirreno–Adriatico
- GP Eddy Merckx

1992
- eine Etappe Vuelta a España

1993
- Gesamtwertung und eine Etappe Critérium International
- Gesamtwertung und eine Etappe Niederlande-Rundfahrt
- Gesamtwertung und eine Etappe Asturien-Rundfahrt
- Niederländischer Meister – Straßenrennen
- eine Etappe Valencia-Rundfahrt

1995
- Niederländischer Meister – Einzelzeitfahren

1997
- Niederländischer Meister – Einzelzeitfahren

## Grand-Tour-Platzierungen
| Grand Tour            | 1987 | 1988 | 1989 | 1990 | 1991 | 1992 | 1993 | 1994 | 1995 | 1996 | 1997 |
| --------------------- | ---- | ---- | ---- | ---- | ---- | ---- | ---- | ---- | ---- | ---- | ---- |
| Giro d’ItaliaGiro     | 3    | 2    | 4    | –    | –    | –    | –    | –    | –    | –    | –    |
| Tour de FranceTour    | 21   | 12   | DNF  | 3    | DNF  | 7    | DNF  | 29   | 20   | 34   | 52   |
| Vuelta a EspañaVuelta | –    | –    | –    | –    | –    | –    | 7    | –    | –    | –    | –    |